# بول شتاينر
بول شتاينر (بالألمانية: Paul Steiner)‏ (مواليد 23 يناير 1957) هو لاعب كرة قدم. يلعب مع منتخب ألمانيا الغربية لكرة القدم. سبق له أن لعب في كأس العالم لكرة القدم مع منتخب بلاده.

## مسيرته الكروية
لعب بول شتاينر خلال مسيرته الاحترافية مع 3 أندية في ستة عشر موسمًا وسجل خلالها 43 هدفًا ضمن 493 مباراة. حيث فاز في موسم واحد بالكأس ولم يفز بأي دوري.
خاض بول شتاينر مسيرته مع نادي فالدهوف مانهايم في موسم 1975–76 ليلعب معه أربعة مواسم، مشاركًا في 144 مباراة سجل خلالها 16 هدفًا. ثم انتقل إلى نادي دويسبورغ في موسم 1979–80 ولمدة موسمين، حيث شارك في 58 مباراة سجل خلالها 7 أهداف. لينتقل بعدها إلى نادي كولن في موسم 1981–82 ليلعب معه عشرة مواسم، مشاركًا في 291 مباراة سجل خلالها 20 هدف.

## روابط خارجية
- بول شتاينر على موقع الاتحاد الدولي (مؤرشف)  (الإنجليزية)
- بول شتاينر على موقع قاعدة بيانات كرة القدم.إي يو (الإنجليزية)
- بول شتاينر على موقع بيانات كرة القدم. دي إي (الألمانية)
- بول شتاينر على موقع ناشيونال فوتبول تيمز (الإنجليزية)
- بول شتاينر على موقع عالم كرة القدم.نت (الإنجليزية)